# لايف لاين (لعبة فيديو)
لايف لاين، هي لعبة فيديو يابانية من نوع رعب البقاء، صدرت اللعبة في الأسواق سنة 2003، وتعمل حصراً لمنصة بلاي ستيشن 2، وهي من تطوير سوني كمبيوتر إنترتنمنت، ونشرها شركة كونامي اليابانية.